# Target (gra komputerowa)
Target – polska strzelanka pierwszoosobowa z roku 1997.
Kierownikiem zespołu odpowiedzialnego za grę był Mirosław Dymek, wtedy pracujący dla TopWare Interactive, który chciał wziąć wolne od opracowywania strategii czasu rzeczywistego na rzecz gry z gatunku FPS. Dymek inspirował się grą Duke Nukem 3D, a swoją produkcję chciał osadzić w polskich realiach, z postaciami mówiącymi (i klnącymi) po polsku, a ulicami przypominającymi polskie miasta.
Postać gracza była najemnikiem (jednym z kilku do wyboru) wykonującym w ciągu 10 misji, podzielonych na etapy, zlecenia miejscowej mafii. Po opłaceniu zleceń można inwestować w lepsze bronie, których wybór jest szeroki.
Gra w momencie premiery prezentowała przestarzałą już technologię – zamiast modeli 3D, operowała sprite'ami. W tym samym roku debiutowały gry Half-Life i Unreal, oparte na trójwymiarowych silnikach. Z kilkunastu tysięcy zdjęć wykonanych do odwzorowania tekstur ścian, do gry trafiło około 2 tysiące skompresowanych grafik, które rozmazywały się w niektórych rozdzielczościach.
Gra oferowała tryb wieloosobowy na dzielonym ekranie i klawiaturze lub do 16 osób w sieci Internet. Dwa darmowe serwery zaoferowane graczom były notorycznie pełne chętnych do gry. W dzień premiery zorganizowano też w Krakowie wydarzenie z turniejem, na który przyjechało kilkaset osób.
Recenzent Secret Service wytykał grze puste przestrzenie oraz efekt niewidocznych ścian, który przeszkadza w dostawaniu się do części lokacji. Narzekał też na niską ilość klatek animacji sprite'ów, które nie są na przykład w stanie trafić postaci gracza, gdy stoją za częściowo zasłaniającymi je skrzynkami – humorystycznie podpisał jeden ze zrzutu ekranów z gry: Na pierwszy rzut oka wygląda, że PeCety dorobiły się porządnego emulatora Amigi. Docenił dwa aspekty: muzykę oraz tryb dla wielu graczy. Uznając, że gra jest spóźniona technicznie co najmniej o 3 lata, wystawił jej notę 3/10.